# Macellum (Pompei)
Il Macellum è un mercato di epoca romana dell'antica Pompei, ubicata nella Regio VII, sepolto dall'eruzione del Vesuvio del 79.

## Storia

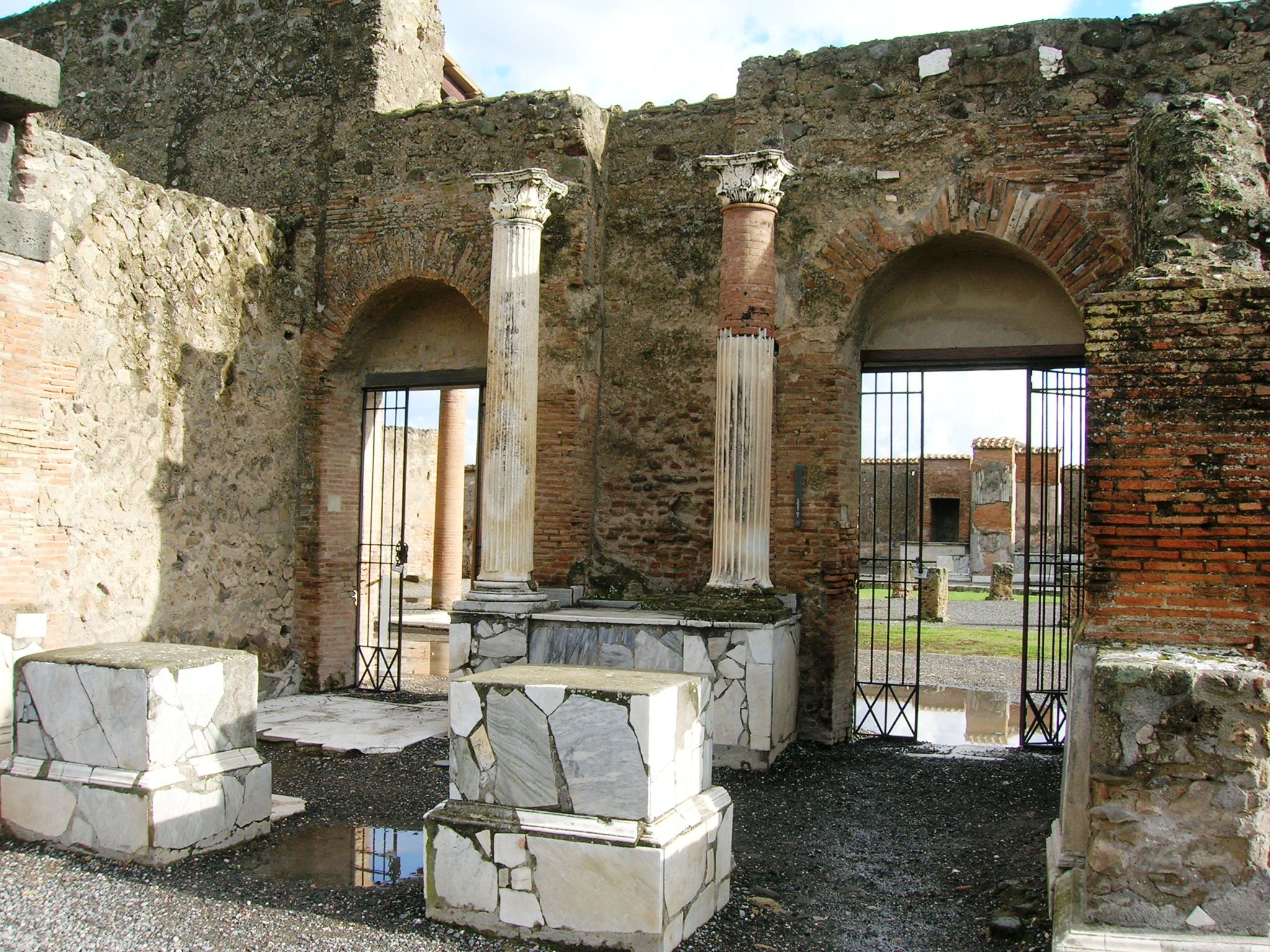
L'ingresso

Il Macellum fu edificato intorno alla fine del III secolo a.C., in tarda età sannita; a seguito della sistemazione della zona del Foro fu completamente ricostruito tra il 130 ed il 120 a.C.: la nuova struttura non differiva particolarmente da quella precedente se non per la costruzione del monoptero centrale, l'arretramento della facciata principale e una superficie leggermente minore. Durante l'epoca giulio-claudia, fu soggetto a lavori di riqualificazione, come ad esempio l'abbattimento del lato est del colonnato interno ed il rifacimento della pavimentazione. Il terremoto di Pompei del 62 arrecò notevoli danni al Macellum che venne quindi conseguentemente restaurato: il colonnato in tufo fu completamente eliminato, forse per essere ricostruito, vennero riedificate alcune tabernae, furono rifatti le decorazioni pittoriche e costruito un nuovo muro perimetrale nella parte sud, resosi necessario a seguito della costruzione del santuario dei Lari Pubblici.
Fu sepolto quindi sotto una coltre di lapilli e ceneri a seguito dell'eruzione del Vesuvio nel 79: quando si verificò questo evento, probabilmente i lavori di restauro non erano ancora terminati. Riportato alla luce a seguito delle indagini archeologiche eseguite per volere della dinastia borbonica, precisamente tra il 1818 ed il 1822, in origine, il ritrovamento di lastre di marmo, fece ipotizzare che la costruzione fosse un pantheon, dedicato a più divinità: indagini approfondite rivelarono poi la presenza di resti di cereali, frutta e pesce, facendo giungere gli archeologi alla conclusione che si trattava del mercato.

## Descrizione

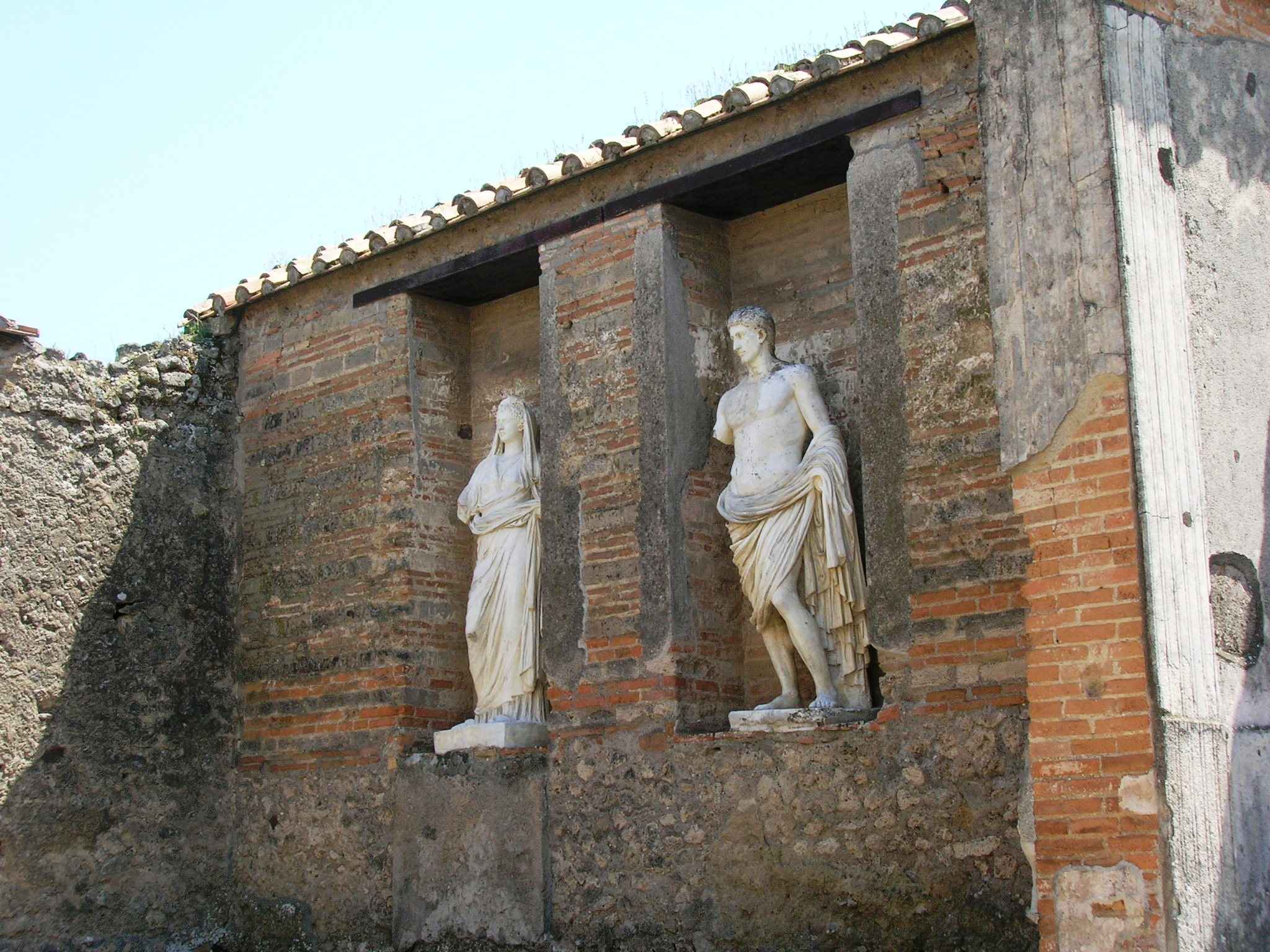
Statue della famiglia imperiale

Il Macellum è posto nell'angolo nord-est del Foro, tra la via degli Augustali e il santuario dei Lari Pubblici: la scelta di tale posizione, centrale, ma allo stesso nascosta, fu presa per evitare di essere d'intralcio alle attività della piazza. La struttura si presenta con una pianta rettangolare a cui si accede tramite tre ingressi, due più ampi sul lato ovest e nord ed uno più piccolo, quasi un'entrata di servizio, sul lato sud. I muri perimetrali, in parte rifatti a seguito del terremoto del 62, sono in opera reticolata e sorretti da pilastri in laterizio, realizzati in tufo; di particolare interesse il muro del lato sud, l'ultimo ad essere costruito, ritenuto come uno dei migliori esempi di opus reticolatum della città, nonché uno dei migliori conservati.
All'esterno delle pareti perimetrali, lungo il lato ovest, che rappresentava la facciata principale e che dava direttamente sul Foro e lungo il lato nord, erano poste delle tabernae, tutte realizzate in opus incertum, ossia delle piccole botteghe dedicate alla vendita: quelle ad ovest erano riservate per i cambiavalute, mentre quelle a nord, lungo Via degli Augustali, costruite in tale posizione per essere protette dal sole e quindi con un clima più fresco, vendevano generi alimentari o erano occupate dalla corporazione dei profumieri, come testimoniato da un'iscrizione elettorale di un candidato facente parti degli unguentarii; in queste botteghe sono stati inoltre ritrovati, in alcune anfore, alimenti come castagne, fichi, legumi, uva e frutta, conservati al Museo archeologico nazionale di Napoli. Nei pressi della facciata principale, è ancora possibile osservare una delle pochissime tracce del portico del Foro: si tratta di tre colonne in ordine corinzio con scanalature nella parte bassa e vicino alla base sono posti dei podi dove erano poggiate delle statue; nulla resta invece del porticato esterno del Macellum. Inoltre, la facciata, non corre parallelamente alla piazza del Foro, bensì tende ad essere obliqua: per ovviare a questo problema, le botteghe, furono costruite in maniera decrescente in modo tale da riuscire a realizzare una linea parallela. Anche l'ingresso monumentale è posto sul lato ovest: si tratta in realtà di due ingressi, separati da un'edicola decorata con colonne in ordine corinzio, recante sui capitelli delle chimere, provenienti dalla tomba delle Ghirlande, nei pressi di porta Ercolano e realizzate o in Grecia o a Napoli o Pozzuoli.

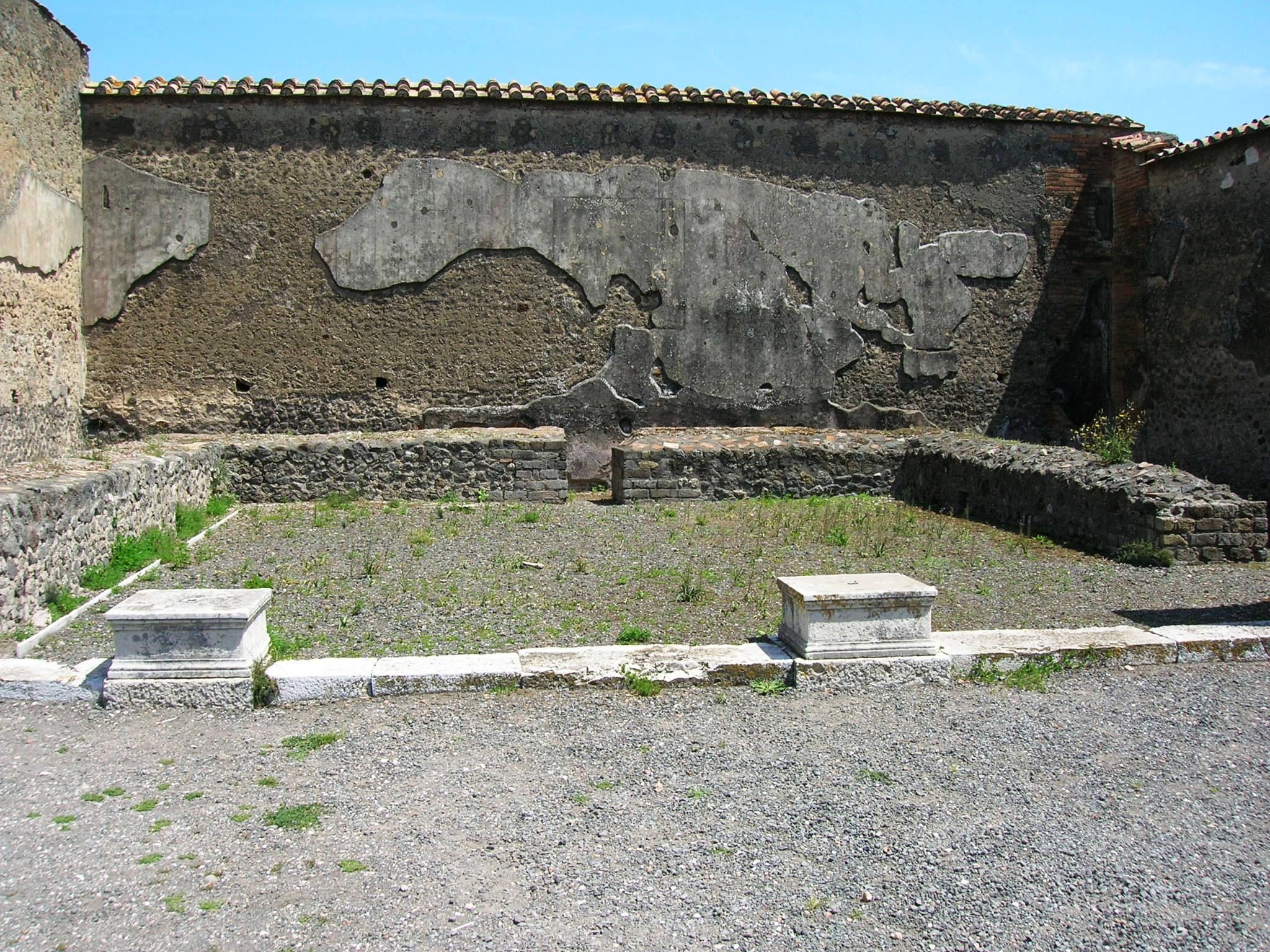
L'area della vendita del pesce e della carne

L'interno del Macellum si presenta come un grosso cortile senza colonnato: questo era in origine presente, con colonne in tufo, ma non si è ancora compreso se eliminato volontariamente oppure in attesa di essere ricostruito a seguito del terremoto del 62, in quanto, lungo il lato nord e ovest fu ritrovato uno stilobate in travertino; la pavimentazione era realizzata con tegole tritate, travertino e marmo, ricoperti con malta. Al centro della corte sono presenti dodici basi in tufo, disposte circolarmente, tipo monoptero, le quali non erano altro che basi per pali che sostenevano una copertura in legno dalla forma conica: nella stessa zona doveva esserci una fontana e una vasca utilizzate per la pulizia del pesce.

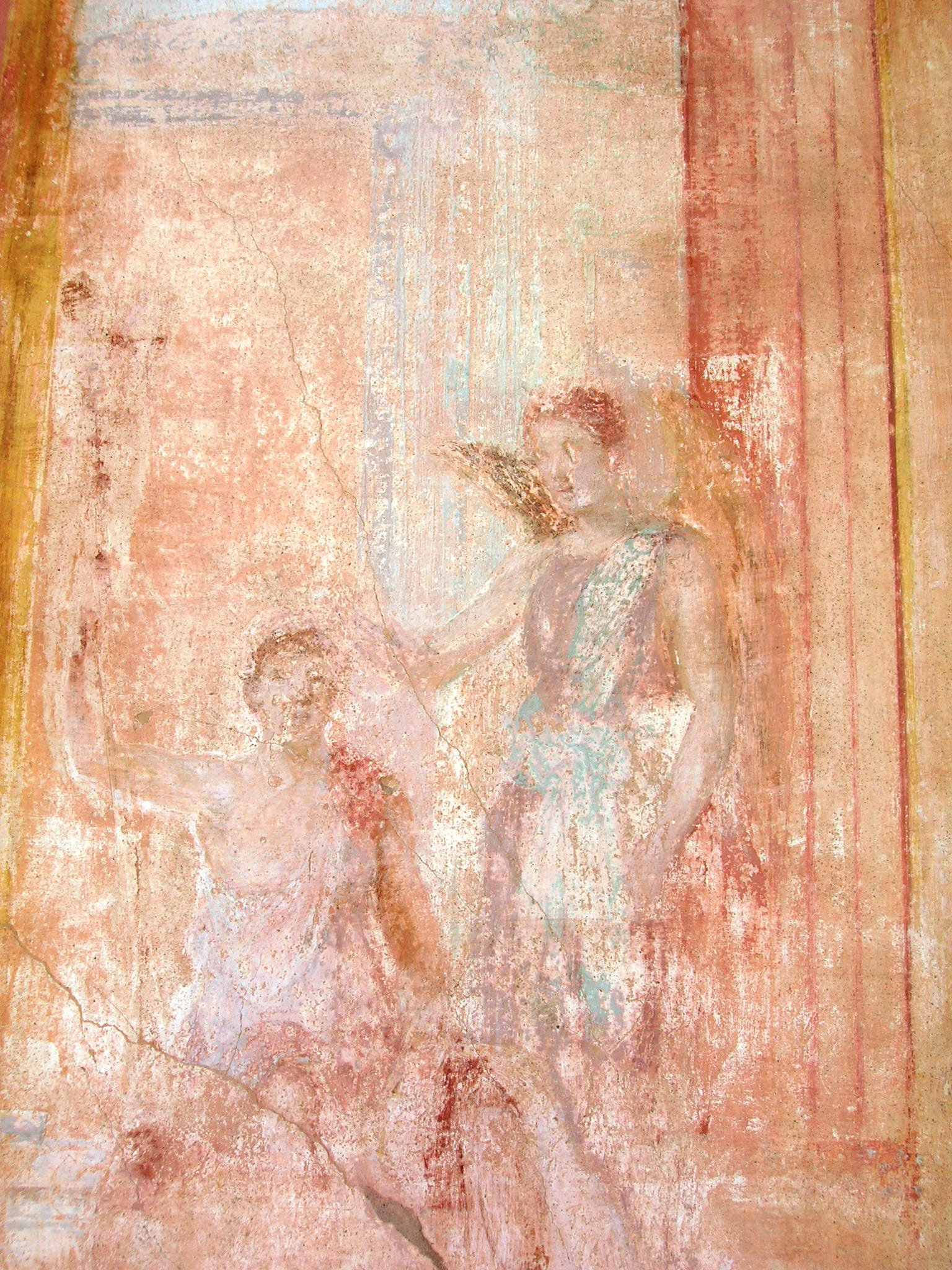
Affresco di Ulisse e Penelope

Lungo la parete ovest sono presenti una serie di affreschi, in quarto stile, risalenti quindi all'ultima fase di vita dell'edificio, raffiguranti scene mitologiche, come Ulisse e Penelope che si ritrovano, Io e Argo e Medea che medita di uccidere i figli, disegnati su pennelli neri bordati di rosso e divisi tramite elementi architettonici come rappresentazioni di edifici; nella parte superiore invece le riproduzioni sono effettuate su uno sfondo blu e rappresentano diversi temi come un Satiro che suona il flauto, una donna con strumenti per sacrifici e nature morte. Sul lato est sono presenti tre grossi vani, pavimentati in cocciopesto, rialzati rispetto al resto dell'edificio e raggiungibili tramite cinque scalini. Il vano centrale aveva probabilmente la funzione di sacello ed era dedicato alla casa imperiale: realizzato semplicemente da una parete di fondo e due laterali, in opera listata ed incerta, presenta due nicchie su ogni lato, che ospitavano delle statue, tra cui, sul lato destro, una figura maschile e una femminile, entrambe risalenti all'età neroniana e oggi conservate al Museo archeologico di Napoli; in un primo tempo le statue furono identificate come Marcello e Ottavia, ma poi ritenuti membri della famiglia imperiale non ancora identificati: la figura maschile è raffigurata con barba e capelli corti, nudo, con solo un drappo che gli cinge la vita e si raccoglie nella mano destra, dove reca anche una spada, mentre, sulla testa, sono presenti due fori, forse utilizzati per fissare una corona di bronzo. La statua femminile invece è simile a una sacerdotessa, con una tunica ornata alle maniche da bottoncini, il capo coperto da un mantello e circondato da una corona vegetale, con solo parte della capigliatura visibile e, nella mano destra, reca una patera, mentre in quella sinistra dei grani d'incenso. Le pareti di questo ambiente, all'interno del quale fu anche rinvenuto un braccio con un globo, probabilmente appartenente ad una statua di un imperatore, dovevano avere delle decorazioni in stucco, andate perdute a seguito dell'eruzione. L'ambiente sulla sinistra era utilizzato per i banchetti dedicati all'imperatore o per le riunioni di sacerdoti ed è ornato con un piccolo altare in basalto, dove venivano poggiate le libagioni, al quale si accede tramite tre gradini ed un piccolo podio marmoreo, dalla funzione sconosciuta: è stata avanzata l'ipotesi che potesse essere utilizzato durante le aste, ma questo andrebbe contro la sacralità del luogo. La principale decorazione è rappresentata da due affreschi raffiguranti eroti che suonano la lira e bevono vino ed eroti nell'atto di compiere cerimonie sacre; inoltre nei pressi di questa stanza furono ritrovate circa un migliaio di monete, oltre a scheletri di bue, forse resti di sacrifici. L'ambiente di destra era invece utilizzato per la vendita di carne e pesce ed era dotato di un ampio bancone in muratura, rivestito in marmo, con scarico per il deflusso delle acque. Lungo il lato sud sono disposti una serie di ambienti, undici per la precisione, destinati alla vendita dei generi alimentari. Probabilmente il Macellum aveva anche un piano superiore, con delle stanze in legno, a cui si accedeva dall'esterno direttamente con una scala, sempre in legno, il tutto distrutto a seguito dell'eruzione.